# Maryvonne Dupureur
Maryvonne Dupureur, född 24 maj 1937 i Saint-Brieuc, död 7 januari 2008 i Saint-Brieuc, var en fransk friidrottare.
Dupureur blev olympisk silvermedaljör på 800 meter vid sommarspelen 1964 i Tokyo.